# Local Boys

Local Boys est un film américain réalisé par Ron Moler et sorti en 2002.

## Synopsis
Randy Dobson et son jeune frère Skeet vivent avec leur mère qui est veuve. Avec leurs copains adolescents, ils passent l'été à faire du surf. Pour Skeet qui a 11 ans, c'est le temps de s'y mettre lui aussi, il s'achète une planche mais personne n'a le temps de lui apprendre. Skeet sympathise avec Jim Westley, un quadragénaire qui l'aide à progresser. Randy ne voit pas d'un bon œil cette relation qui devient envahissante, d'autant plus que Jim attire aussi l'amitié de sa mère. 

## Fiche technique
- Titre : Local Boys
- Réalisateur : Ron Moler
- Scénario : Norman Douglas Bradley et Thomas Matthew Stewart
- Producteurs :
- Musique : Hal Lindes
- Directeur de la photographie :
- Montage :
- Distribution des rôles :
- Pays :  États-Unis
- Genre : Drame
- Durée : 103 minutes
- Dates de sortie :
  -  États-Unis : 2002 (2003 sortie en DVD)
  -  France :
- Public : tous

## Distribution
- Jeremy Sumpter : Skeet Dobson
- Eric Christian Olsen : Randy Dobson
- Mark Harmon : Jim Wesley
- Stacy Edwards : Jessica Dobson
- Giuseppe Andrews : Willy
- Chaka Forman : Da Cat
- Lukas Behnken (en) : Zack
- Archie Kao : David Kamelamela
- Shelby Fenner : Samantha
- Cinzia Roccaforte